# Zakaria Dridi
Pour les articles homonymes, voir Dridi.
Zakaria Dridi, né le 12 juillet 2001 à Aigle, est une personnalité politique suisse, membre du Parti ouvrier populaire et cofondateur de la Grève du climat Vaud.
Ses actions militantes le conduisent à plusieurs reprises devant les tribunaux.

## Biographie
Zakaria Dridi naît le 12 juillet 2001 à Aigle, dans le canton de Vaud. Sa mère est suisse ; son père, algérien.
Ses parents étant déjà divorcés à sa naissance, il passe son enfance entre Aigle, où il vit avec sa mère, et Montreux, où il réside brièvement avec son père. À l'âge de 13 ans, il est placé dans un foyer au Mont-sur-Lausanne, où il reste jusqu'à ses 18 ans.
Il a une formation d'informaticien.

## Parcours politique
En 2021, Zakaria Dridi est candidat au Conseil communal (législatif) de Sainte-Croix.
En 2022, il est candidat pour les élections cantonales vaudoises. En mars 2022, à quelques jours des élections, un graffiti se lisant « mort aux communistes (Marendaz, Dridi & Co) » et signé d'un symbole et d'autocollants néofascistes est découvert sur un mur de l'Hôtel de ville de Lausanne. En parallèle, Zakaria Dridi reçoit des messages intimidants sur l'application Telegram. Ces événements ont suscité une vive indignation, tant au sein des partis politiques concernés que dans l'exécutif lausannois, qui a fermement condamné ces actes et porté plainte pour dommage à la propriété,,.
La même année, il donne à Nyon une conférence sur l'urgence climatique avec le prix Nobel de chimie Jacques Dubochet[réf. nécessaire]. Puis, il entre[Quand ?] au Conseil communal (législatif) de Sainte-Croix, qu'il quitte quelques mois plus tard pour cause de déménagement. L'année suivante, en 2023[réf. nécessaire], il devient assistant parlementaire pour les trois députés[réf. souhaitée] du POP Vaud au Grand Conseil vaudois. La même année, il prend la vice-présidence du POP Vaud.
Zakaria Dridi se présente aux élections fédérales de 2023, pour le Conseil national et pour le Conseil des États,,,, se distinguant comme le plus jeune candidat au Conseil des États.

## Militantisme
Zakaria Dridi commence son engagement politique à l'âge de 16 ans en rejoignant les Jeunes POP, avant de devenir membre actif du Parti ouvrier populaire vaudois. Il cofonde le collectif de la Grève du Climat dans le canton de Vaud en 2019. Son large engagement l'amène à « sacrifier » sa première année au Gymnase de la Cité.
En mars 2019, Zakaria Dridi âgé de 17 ans participe lors de la manifestation pour le climat du 15 mars 2019 à Lausanne à un sit-in au sein des locaux des Retraites Populaires, dans le cadre d'une manifestation dénonçant les investissements de l'institution dans les énergies fossiles. Il est le premier mineur en Suisse à être jugé pour une action de désobéissance civile en lien avec l'écologie et le premier du mouvement Friday for Future. Cette action, menée par une cinquantaine de militants, a conduit à l'évacuation forcée de dix participants par la police. Zakaria Dridi est condamné par le Tribunal des mineurs à six demi-journées de travaux d'intérêt général avec sursis, pour « empêchement d'accomplir un acte officiel ». Le prix Nobel de chimie Jacques Dubochet témoigne à la barre en sa faveur. Après appel au Tribunal cantonal vaudois et deux procès perdu au Tribunal des mineurs de Lausanne, il est condamné en dernière instance par le Tribunal fédéral,,,,,,,.
En avril 2022, Zakaria Dridi comparaît devant la justice vaudoise en lien avec une manifestation pour le climat qui s'est tenue en janvier 2020 avec la présence de Greta Thunberg, marquant le premier anniversaire de la Grève du climat Vaud. Accusé de violence ou menace qualifiée contre les autorités et les fonctionnaires, il est acquitté[réf. nécessaire].
En novembre 2023, Zakaria Dridi crie le slogan « Macron ! Démission ! » lors du passage du président français Emmanuel Macron à la gare de Renens. Zakaria Dridi et deux autres militants sont interpellés par la police et placés en garde à vue.
En juin 2024, Zakaria Dridi participe à titre de membre du Comité romand de soutien au peuple palestinien à une action militante pacifique en rentrant dans l'usine Rami Swiss située à Courtételle, dans le canton du Jura. Cette action avait pour but de protester contre les relations commerciales de l'usine, sous-traitant d'Elbit Systems, avec l'armée israélienne⁣⁣. Rami Swiss a déposé plainte.